# Marek Plawgo
Marek Plawgo (Ruda Śląska, 25 febbraio 1981) è un ostacolista e velocista polacco, specializzato nei 400 metri ostacoli e 400 metri piani.

## Biografia
Ai Campionati del mondo di atletica leggera 2007 vinse due medaglie di bronzo, una nei 400 metri ostacoli con un tempo superiore solo rispetto a Kerron Clement (medaglia d'oro) e Félix Sánchez l'altra nella Staffetta 4×400 m insieme ai suoi connazionali Daniel Dąbrowski,  Marcin Marciniszyn, Kacper Kozłowski, Rafał Wieruszewski e Witold Bańka.

## Palmarès
| Anno | Manifestazione  | Sede     | Evento   | Risultato  | Prestazione | Note             |
| ---- | --------------- | -------- | -------- | ---------- | ----------- | ---------------- |
| 2006 | Europei         | Göteborg | 400 m hs | Argento    |             |                  |
| 2007 | Mondiali        | Osaka    | 400 m hs | Bronzo     | 48"12       | Record nazionale |
| 2007 | Mondiali        | Osaka    | 4×400 m  | Bronzo     | 3'00"05     |                  |
| 2008 | Giochi olimpici | Pechino  | 400 m hs | 6º         | 48"52       |                  |
| 2008 | Giochi olimpici | Pechino  | 4×400 m  | 6º         | 3'00"32     |                  |
| 2012 | Europei         | Helsinki | 400 m hs | Semifinale | 50"77       |                  |

## Altre competizioni internazionali
2001
- Coppa Europa di atletica leggera ( Brema)